# 트리스턴 톰프슨

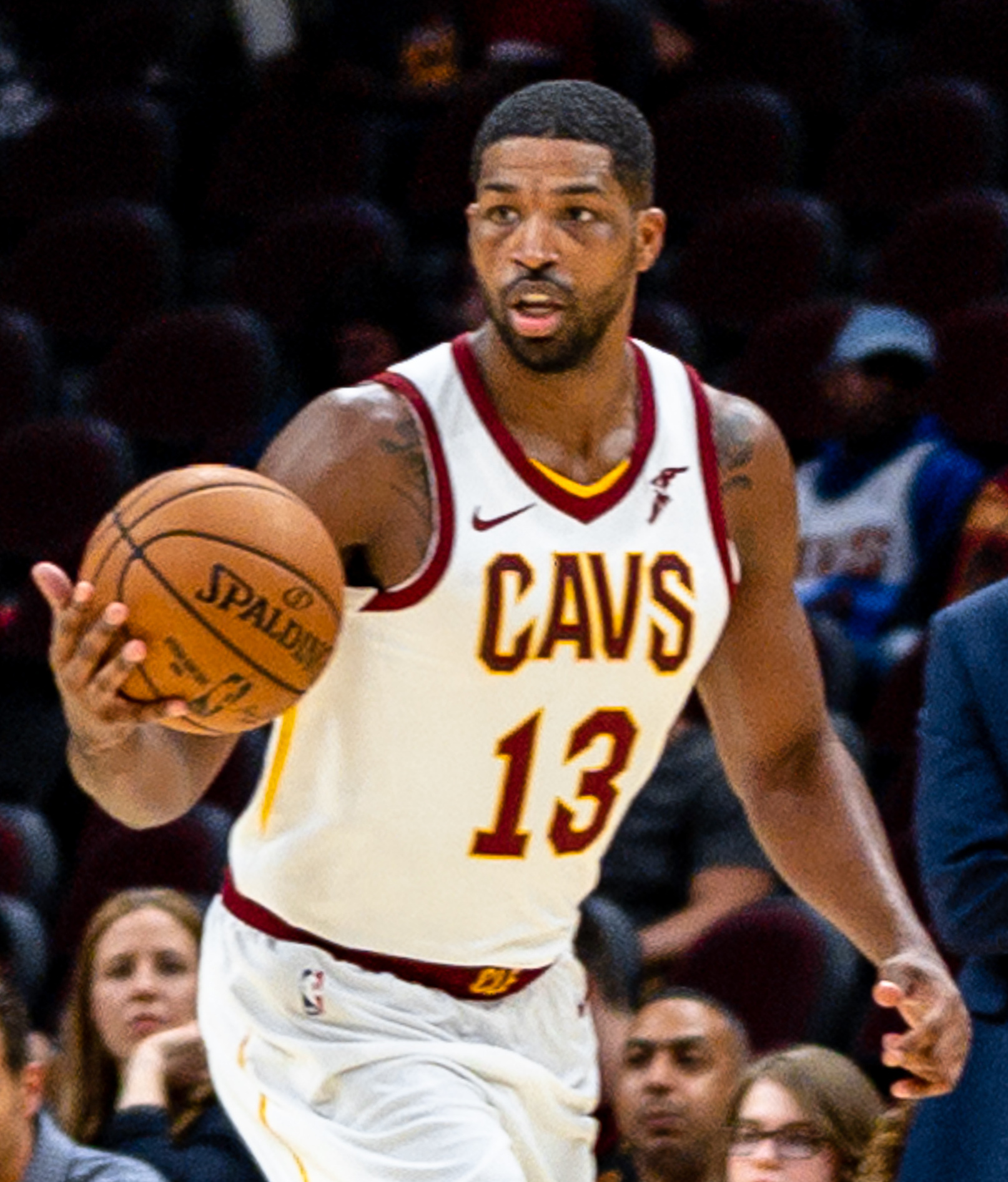

트리스턴 톰프슨(영어: Tristan Thomson, 1991년 3월 13일 ~ )은 캐나다의 농구 선수이자 미국 프로 농구 로스앤젤레스 레이커스 선수이다.